# Улица Антса Лайкмаа
Улица А́нтса Ла́йкмаа (эст. Ants Laikmaa tänav) — улица в центре города Таллина, столицы Эстонии.

## География
Находится в районе Кесклинн. Проходит через микрорайоны Сюдалинн и Компасси. Начинается у перекрёстка Нарвского шоссе и улицы Хобуяама, идёт на юг, пересекается с улицей Гонсиори и заканчивается на перекрёстке с бульваром Рявала.
Протяжённость — 360 метров.

## История

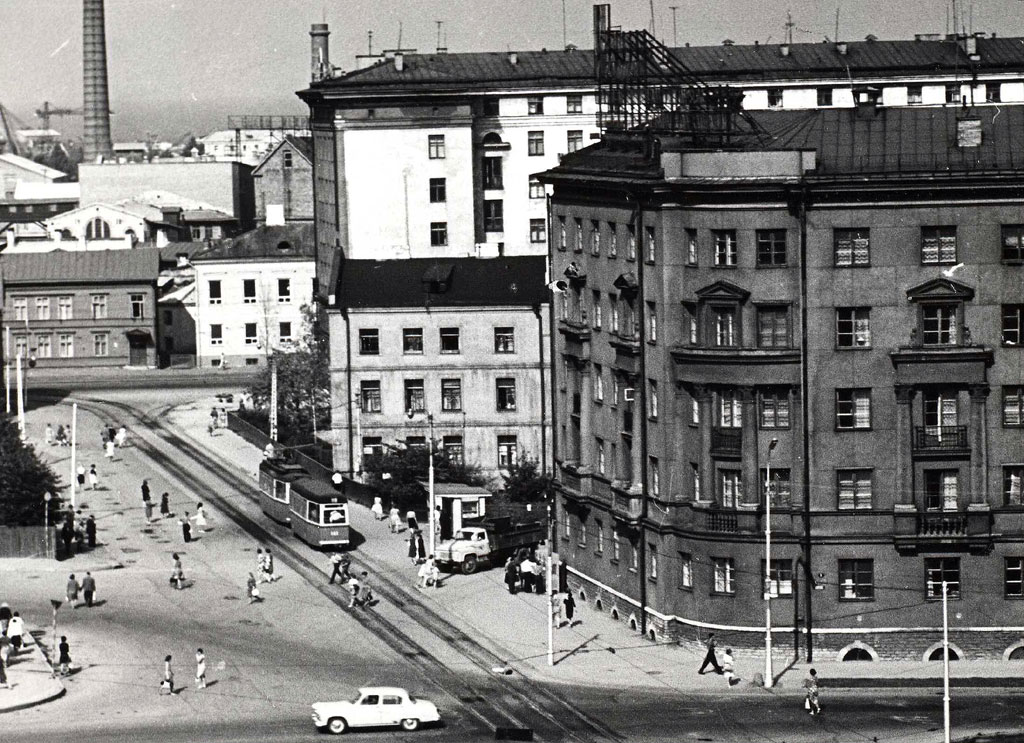
Перекрёсток улиц Лайкмаа и Ломоносова в 1965 году

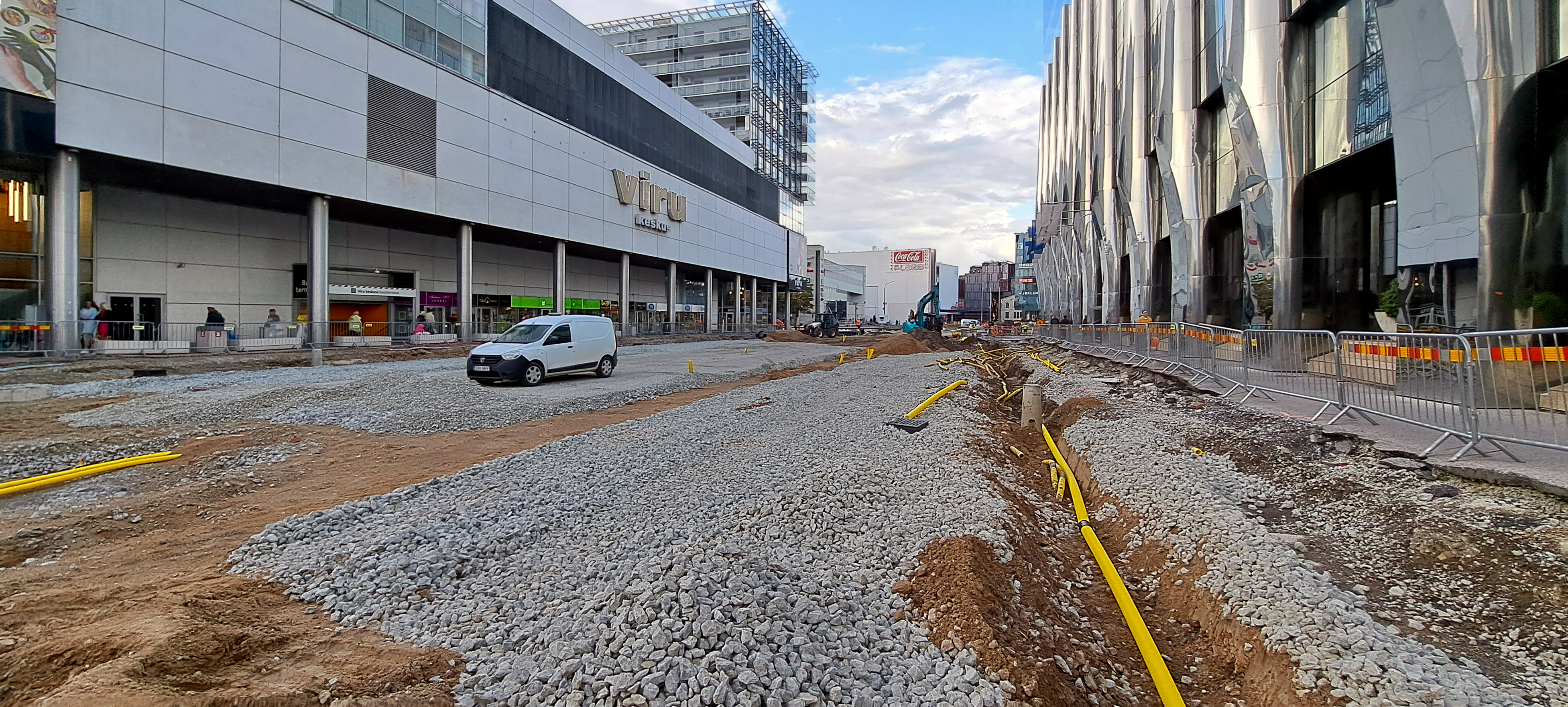
Улица Лайкмаа в ходе строительства новой трамвайной линии, лето 2023 года

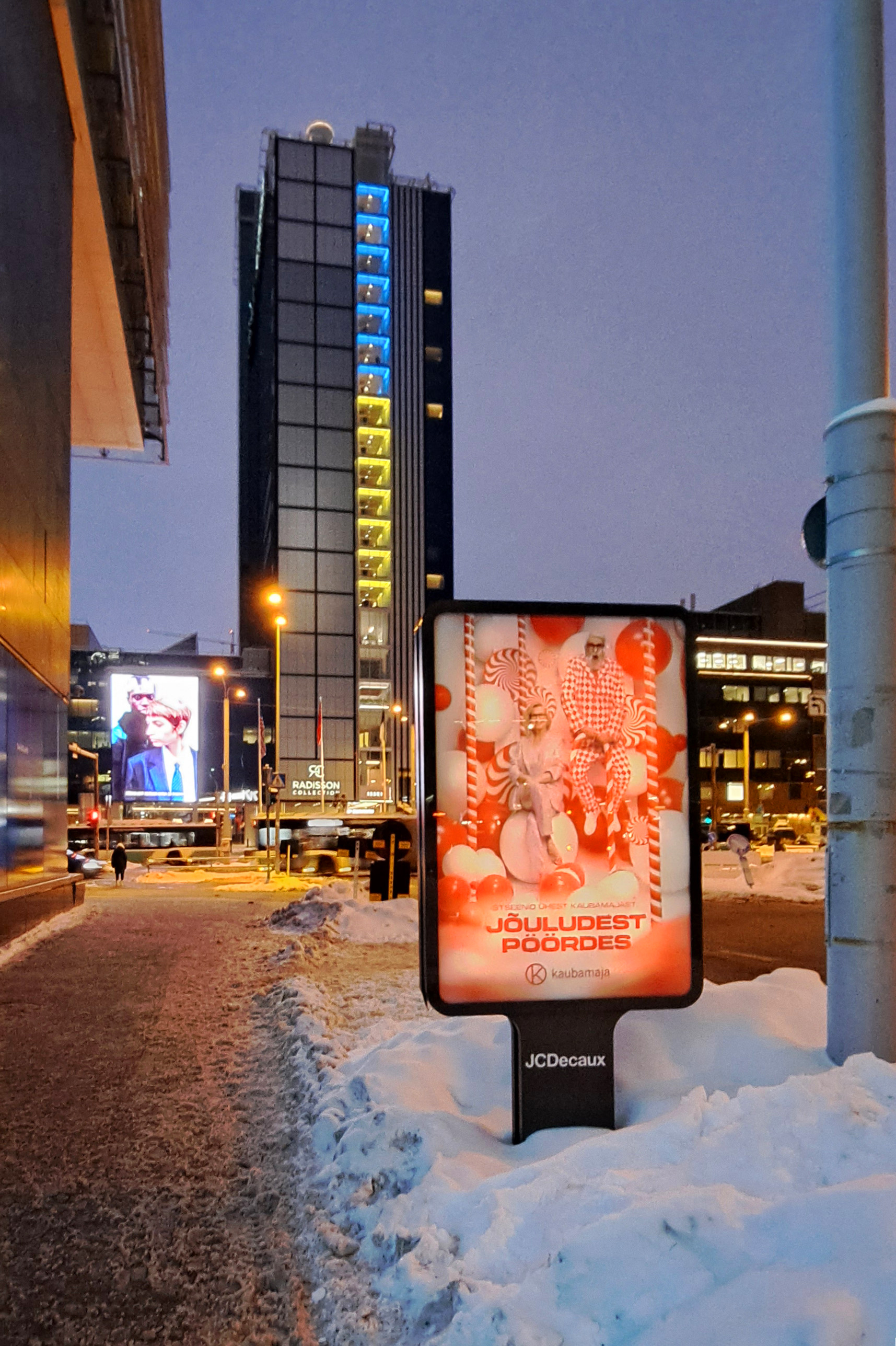
Конечный отрезок улицы, декабрь 2023 года

Улица получила своё название в 1953 году по имени эстонского художника Антса Лайкмаа.
До продления бульвара Рявала (бывшего бульвара Ленина) заканчивалась в начале Тартуского шоссе. Трамвайные линии до 1970 года также проходили через улицу Лайкмаа до Нарвского шоссе.
С 1975 года по адресу ул. Лайкмаа 5 работал Дом быта. Здание построено в 1974 году по проекту архитектора Майму Каарнавяли. В Доме быта были сосредоточены мастерские фабрики индивидуального пошива «Лембиту», комбинатов бытового обслуживания «Юнор» (салоны красоты) и «Экспресс» (хозяйственные работы по дому, машинопись, переводы, прокат одежды и предметов хозяйственного обихода), производственного объединения «Кийр» (прачечная и химчистка), Завода по ремонту бытовых машин и приборов, фотосалон и самый крупный шляпный салон города. На начало 1980 года в здании трудилось 988 человек.
На стороне с чётными номерами домов в советское время работали Детская больница и детская поликлиника (здания снесены в начале 1980-х годов). С того времени и до строительства торгового центра Viru Keskus пространство между гостиницей «Виру» и улицей Лайкмаа относилось к площади Виру, и её занимали автостоянка и стоянка маршрутных такси.
Эксперт комитета всемирного наследия ЮНЕСКО Джорджио Пиччинато в 2005 году назвал торговый центр «Виру» самым безобразным зданием Таллина. «Студент, который сделал бы такой проект, с треском провалился бы у меня на экзамене», — категорично выразился Пиччинато. По мнению эксперта, нельзя было сооружать «такое» рядом с уникальным Старым городом.

Скульптура «Сумерки» вечером

В 2004 году на улице Лайкмаа, возле торгового центра «Виру», была установлена скульптура работы Маре Микофф «Сумерки». По замыслу эстонских архитекторов, спланировавших торговый центр, женская скульптура должна была уравновесить его «маскулинность». Противники установки скульптуры назвали её «Памятником отсутствию феминизма», в народе она получила уничижительные прозвища. Мэрия Таллина заплатила за скульптуру 155 тысяч крон.
На перекрёстке улиц Лайкмаа и Гонсиори проходит подземный пешеходный туннель.
На улице Лайкмаа расположен вход в подземный автобусный терминал. В него также можно попасть через пешеходный туннель. Согласно первому плану, в терминале должны были находиться конечные остановки трамваев, троллейбусов и автобусов, чтобы уменьшить скопления людей, ожидающих общественный транспорт на улицах, однако от этой идеи по многим причинам пришлось отказаться. Из первоначально запланированного супер-терминала в настоящее время выходят автобусы четырнадцати маршрутов, что позволяет выполнять установленный график движения. Большое число остановок городских, пригородных и междугородних автобусов, как и раньше, находятся на углу улицы Лайкмаа и Нарвского шоссе перед бывшим знаменитым магазином «Таллин» (остановка «Хобуяама») и в начале улицы Гонсиори (остановка «Кивисилла»).

## Общественный транспорт
По улице проходят маршруты городских автобусов № 2, 15, 18, 18А, 20А, 20, 40.

## Застройка и учреждения

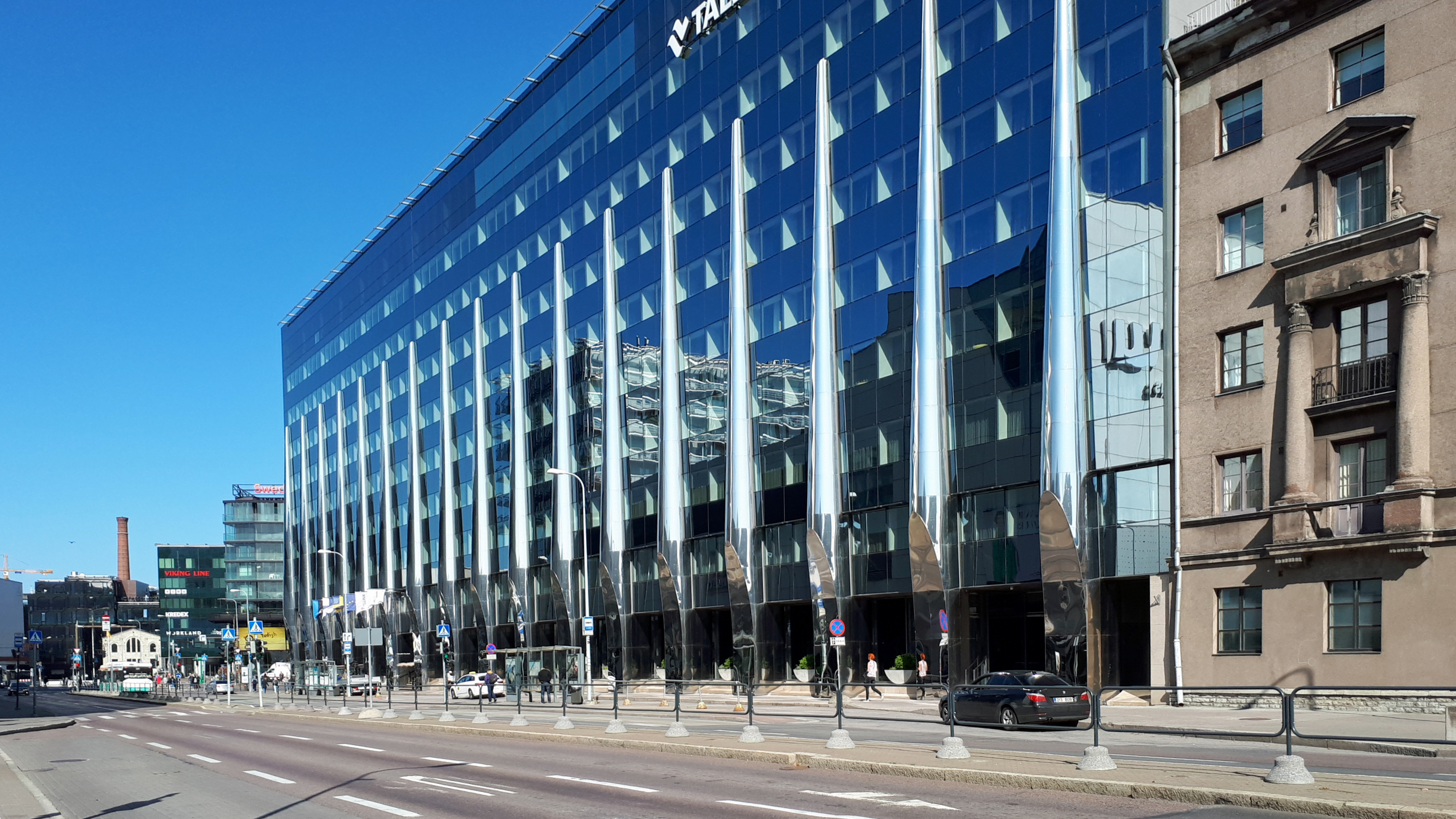
Гостиница «Tallink City Hotel»

- A. Laikmaa tänav 5 — Гостиница Tallink City Hotel

Перестроена из здания Дома быта и открыта в 2004 году.
- A. Laikmaa tänav 13 / Tartu maantee 2 — Бизнес-здание City Plaza

Строительство завершено в 2004 году.
- A. Laikmaa tänav 15 / Rävala puiestee 4 — Дом Европейского Союза

Строительство бизнес-здания было завершено в 2006 году на месте бывшего Дома Профсоюзов. C 2007 года в здании работают представительство Европейской комиссии в Эстонии, инфо-центр Европейского Союза и эстонское бюро Европейского парламента, весной 2020 года в нём открылся Европейский центр впечатлений наподобие гостевого центра “Parlamentarium” в Брюсселе.
Здание в стиле сталинской архитектуры на углу улиц Лайкмаа и Гонсиори было построено в 1950-х годах.
На улицу Лайкмаа выходят боковые фасады торгового центра «Виру» и Дома торговли.

Улица Антса Лайкмаа
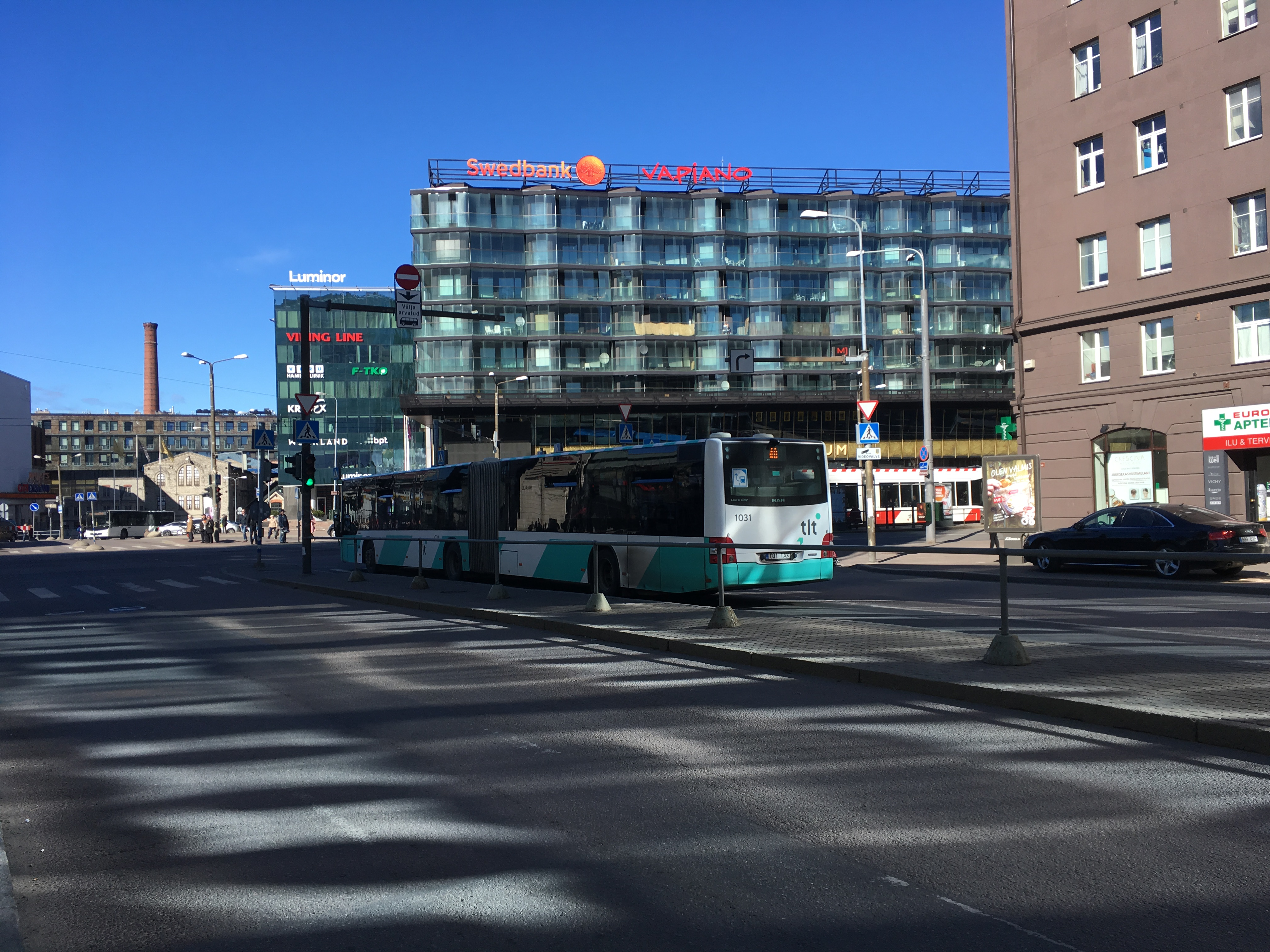
Начало улицы
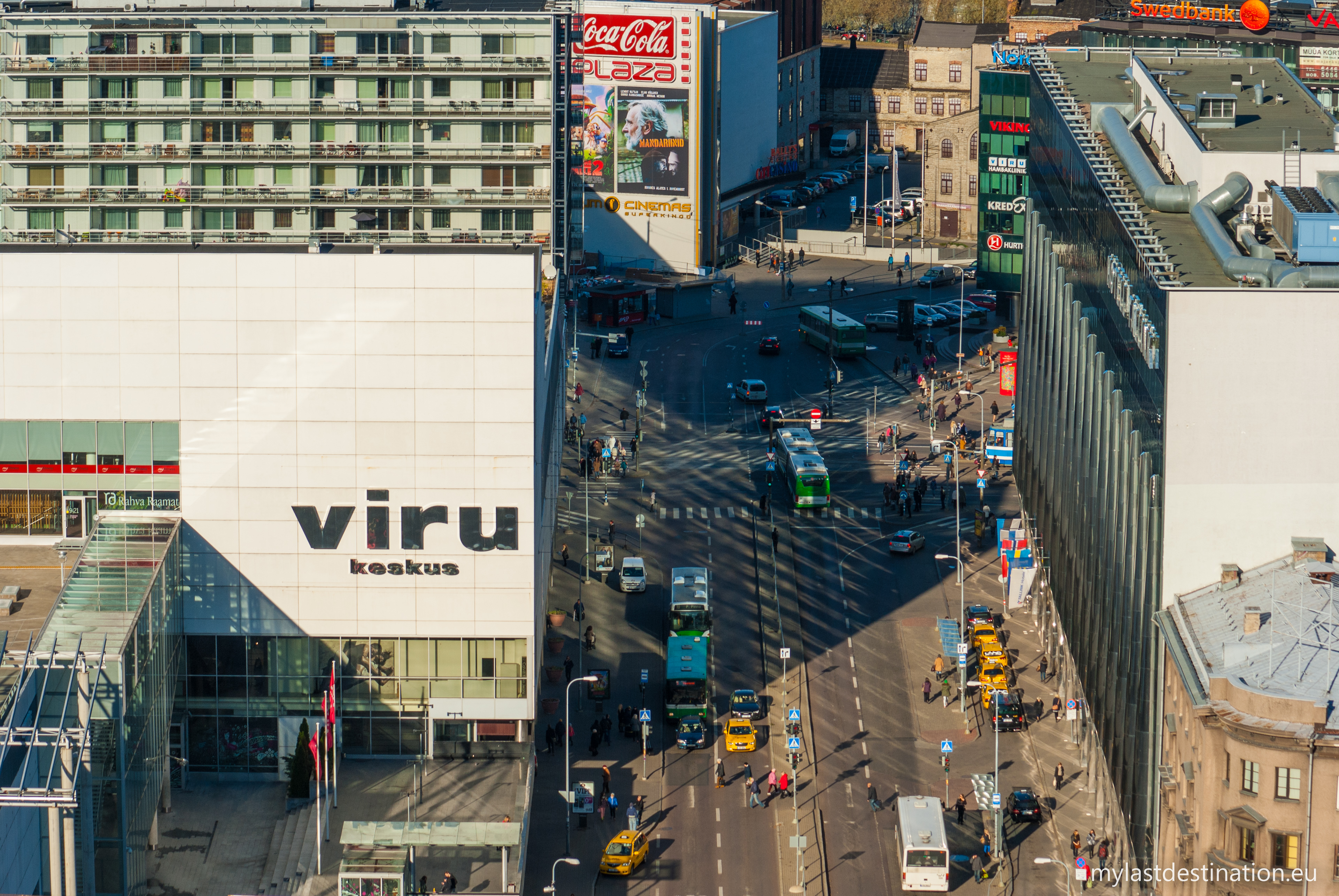
Начальный отрезок улицы, слева — торговый центр «Виру»
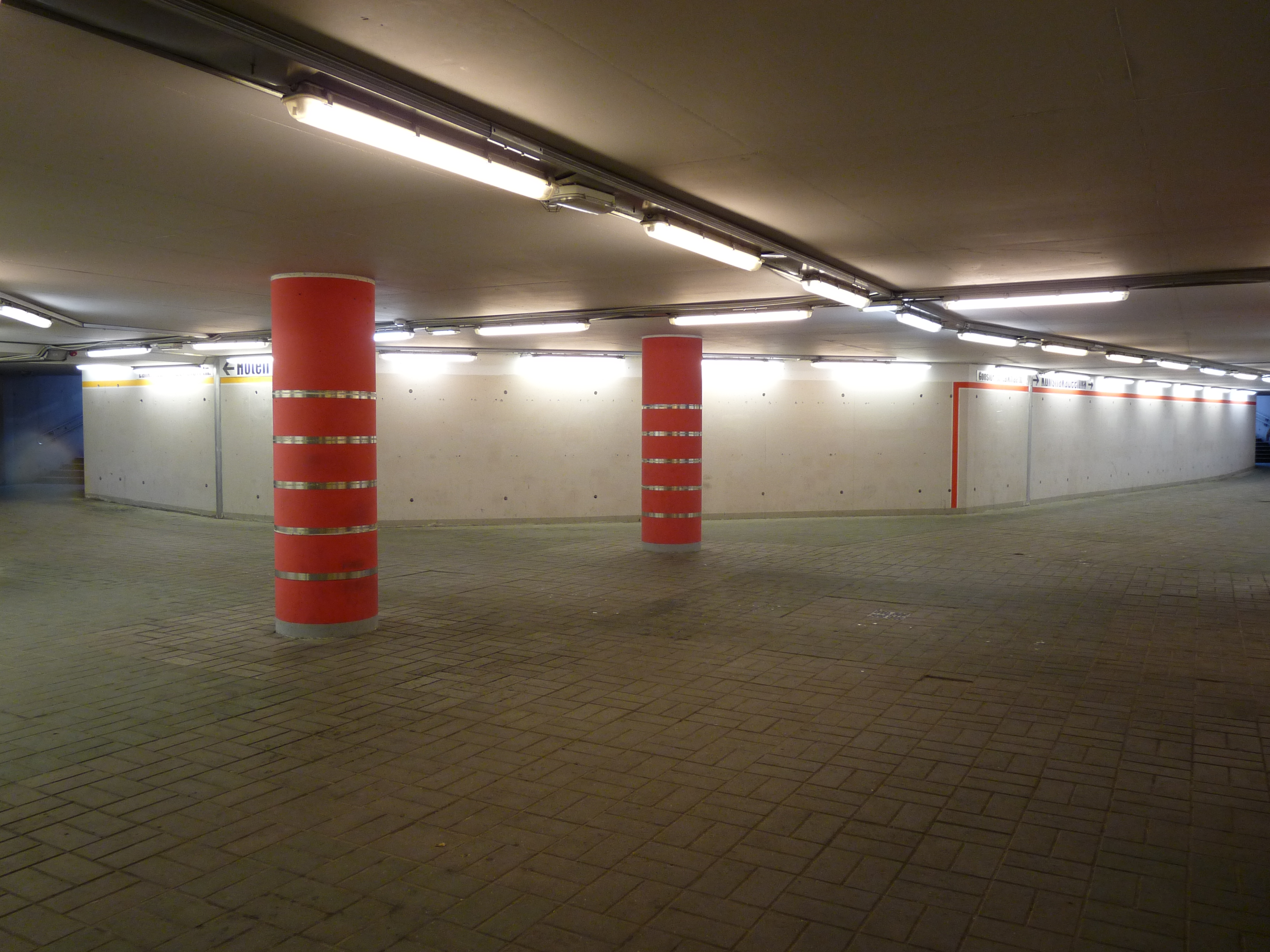
Пешеходный туннель в 2010 году
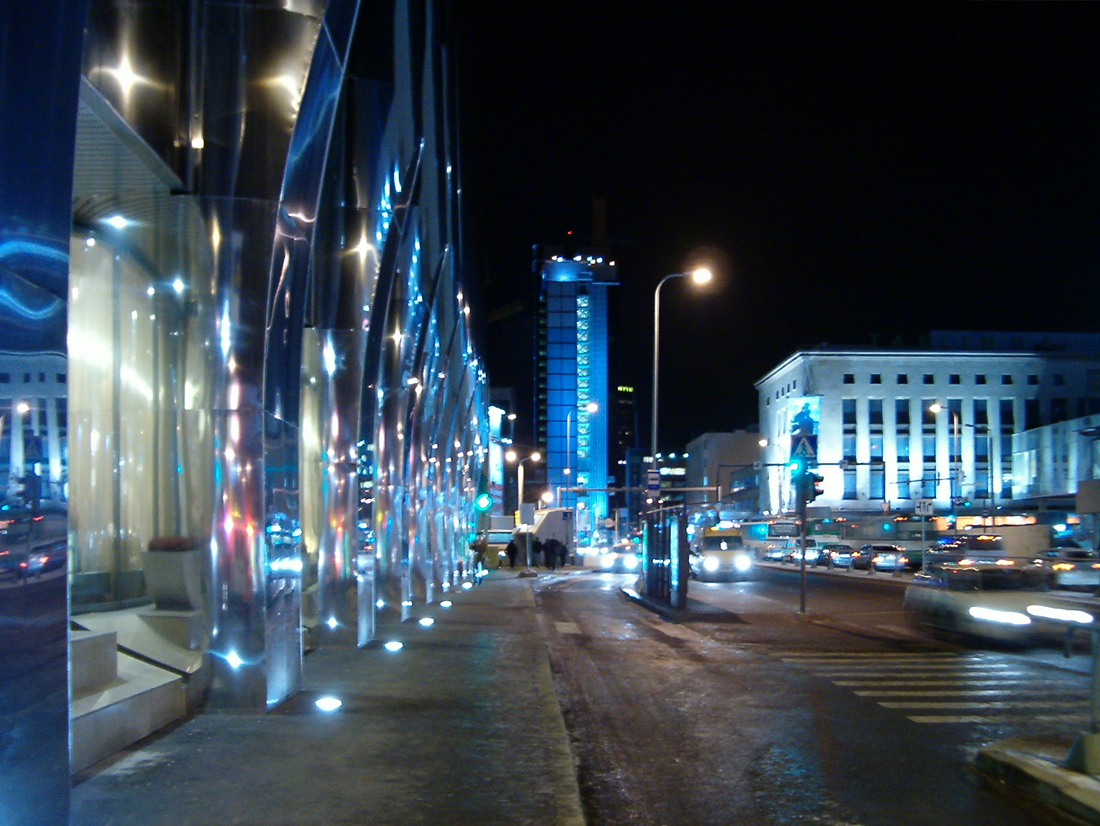
Улица вечером 2004 года, справа — Дом торговли
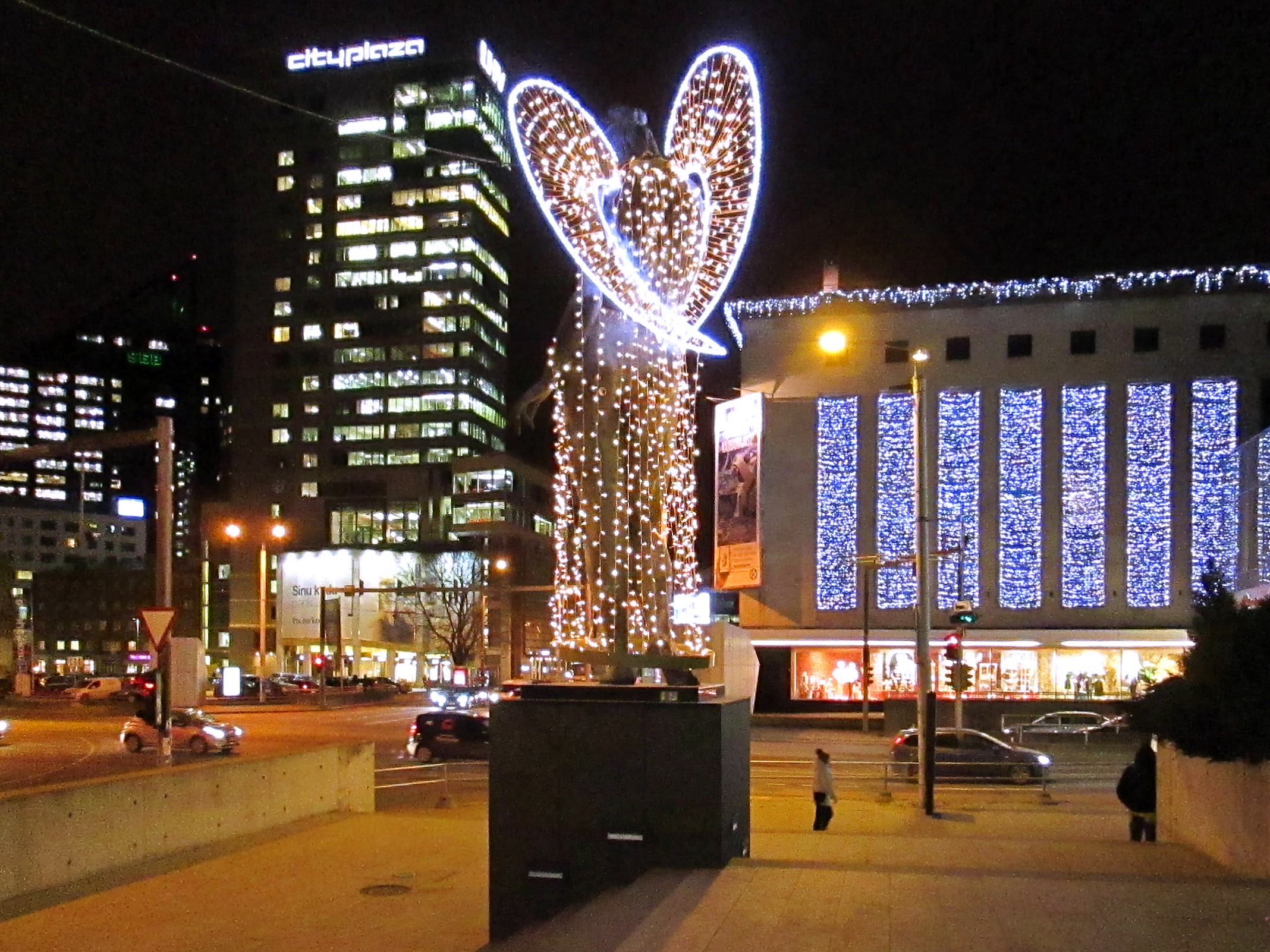
Перекрёсток улиц Лайкмаа и Гонсиори, декабрь 2016 года (в центре — скульптура «Сумерки»)